# Тугустемирский сельсовет
Тугустемирский сельсовет — сельское поселение в Тюльганском районе Оренбургской области Российской Федерации.
Административный центр — село Тугустемир.

## История
Статус и границы сельского поселения установлены Законом Оренбургской области от 2 сентября 2004 года № 1424/211-III-ОЗ «О наделении муниципальных образований Оренбургской области статусом муниципального района, городского округа, городского поселения, установлении и изменении границ муниципальных образований».

## Население
| 2010 | 2012 | 2013 | 2014 | 2015 | 2016 | 2017 |
| ---- | ---- | ---- | ---- | ---- | ---- | ---- |
| 908  | ↘881 | ↘875 | ↘838 | ↘813 | ↘800 | ↘783 |
| 2018 | 2019 | 2020 | 2021 |      |      |      |
| ↘763 | ↘752 | ↗757 | ↘718 |      |      |      |

## Состав сельского поселения
| № | Населённый пункт   | Тип населённого пункта       | Население |
| - | ------------------ | ---------------------------- | --------- |
| 1 | Калинин            | хутор                        | 100       |
| 2 | Новая Барангуловка | деревня                      | 85        |
| 3 | Новый Турай        | хутор                        | 34        |
| 4 | Старый Турай       | хутор                        | 94        |
| 5 | Тугустемир         | село, административный центр | 595       |